# Halicmetus niger
Halicmetus niger is een straalvinnige vissensoort uit de familie van de vleermuisvissen (Ogcocephalidae). De wetenschappelijke naam van de soort is voor het eerst geldig gepubliceerd in 2008 door Ho, Endo & Sakamaki.